# Lopezville
Lopezville és una concentració de població designada pel cens dels Estats Units a l'estat de Texas. Segons el cens del 2000 tenia 4.476 habitants.

## Demografia
Segons el cens del 2000, Lopezville tenia 4.476 habitants, 1.035 habitatges, i 963 famílies. La densitat de població era de 970,9 habitants/km².
Dels 1.035 habitatges en un 61,4% hi vivien nens de menys de 18 anys, en un 70,3% hi vivien parelles casades, en un 16,7% dones solteres, i en un 6,9% no eren unitats familiars. En el 6,3% dels habitatges hi vivien persones soles el 3% de les quals corresponia a persones de 65 anys o més que vivien soles. El nombre mitjà de persones vivint en cada habitatge era de 4,32 i el nombre mitjà de persones que vivien en cada família era de 4,49.
Per edats la població es repartia de la següent manera: un 40% tenia menys de 18 anys, un 14,7% entre 18 i 24, un 26,2% entre 25 i 44, un 14,3% de 45 a 60 i un 4,8% 65 anys o més.
L'edat mediana era de 23 anys. Per cada 100 dones de 18 o més anys hi havia 92,1 homes.
La renda mediana per habitatge era de 17.935 $ i la renda mediana per família de 19.149 $. Els homes tenien una renda mediana de 12.563 $ mentre que les dones 15.518 $. La renda per capita de la població era de 5.254 $. Aproximadament el 46,1% de les famílies i el 54% de la població estaven per davall del llindar de pobresa.

## Poblacions properes
El següent diagrama mostra les poblacions més properes.